# Итальянский алфавит
Современный итальянский алфавит состоит из 21 латинской буквы без учёта 5 дополнительных букв из расширенной латиницы. По сравнению с другими европейскими языками (английским, немецким, французским) он считается самым коротким. Из диакритических знаков может быть акут, гравис и циркумфлекс.

## Алфавит
| Буква | Название | Пример     | Буква | Название         | Пример    |
| ----- | -------- | ---------- | ----- | ---------------- | --------- |
| A a   | a        | aranciata  | N n   | enne             | Napoli    |
| B b   | bi       | bianco     | O o   | o                | orso      |
| C c   | ci       | campo      | P p   | pi               | piuttosto |
| D d   | di       | domani     | Q q   | cu               | Quarto    |
| E e   | e        | emozione   | R r   | erre             | Roma      |
| F f   | effe     | finalmente | S s   | esse             | stanco    |
| G g   | gi       | giornata   | T t   | ti               | troppo    |
| H h   | acca     | hanno      | U u   | u                | Udine     |
| I i   | i        | impegno    | V v   | vi               | vedere    |
| J j   | i lunga  | Jacopo     | W w   | vi doppia        | Walter    |
| K k   | cappa    | kerosene   | X x   | ics              | xilofono  |
| L l   | elle     | lavorare   | Y y   | ipsilon/ i greca | yogurt    |
| M m   | emme     | Milano     | Z z   | zeta             | zucchine  |

Буквы J, K, W, X, Y обычно не входят в состав итальянского алфавита, но могут употребляться в итальянском языке как вспомогательные (например, в словах иностранного происхождения). 
В итальянском языке также можно встретить буквы с диакритическими знаками: à, è, é, ì, í, î, ò, ó, ù, ú. Их предназначение — указывать на ударность последнего слога (caffè, perché). Гравис ставится всегда над a, i или u и над другими гласными (среднего подъёма) для указания на их открытость. Акут используется для указания на закрытый гласный.

## Чтение итальянских букв
Многие итальянские звуки соответствуют предписанным буквам итальянского алфавита, однако имеются и исключения. Многое зависит от положения буквы в слове относительно других букв.
Итальянские c и g обычно произносятся как [k] и [g] (casa, gatto), но перед гласными i и e — как [ʧ] и [ʤ] (ciao, giardino). Буква h, не имеющая собственного звука, стоящая между согласными c или g и гласными i или e, отменяет это правило, то есть звуки читаются согласно своему обычному значению (anche, spaghetti). Подобным образом буква h действует на буквосочетание sc, произносимое как [sk] перед a, o, u и как [ʃ] перед e и i.
Итальянские буквосочетания gl и gn произносятся, соответственно, как [ʎ] и [ɲ].
Буквы i и u обозначают либо звуки [i] и [u], либо глайды [j] и [w] при своём соседстве с другими гласными или если на них не падает ударение.